# Rapho
Rapho est une agence photographique française fondée en 1933. 
Rachetée par Hachette Filipacchi Médias en 2000, elle est cédée, en décembre 2006, au fonds d'investissement Green Recovery, qui regroupe Rapho, Gamma et d'autres fonds d'images dans une holding appelée Eyedea. En 2010, après le dépôt de bilan d'Eyedea, François Lochon rachète les actifs et  crée une nouvelle société, Gamma-Rapho, pour relancer l'activité.

## Historique
Rapho est fondée en 1933 par Charles Rado - un émigré juif hongrois qui s'installa ensuite aux États-Unis - avec les photographes Émile Savitry, Serge de Sazo, Ergy Landau, Nora Dumas, Ylla et Brassaï. C'est ainsi la plus vieille agence de photojournalisme en France.
Réactivée en 1946 sous l'impulsion de Raymond Grosset, elle regroupe de jeunes photographes qui travaillaient déjà pour des magazines : Robert Doisneau, Jean Dieuzaide, René Maltête, Janine Niepce, la Suissesse Sabine Weiss, Willy Ronis et André Gamet, qui vont produire une photographie humaniste, qui fera la réputation de l'agence. Un temps, Denis Brihat, encouragé par Robert Doisneau, collabore avec l'agence, avant qu'il ne se retire en Provence, pour se consacrer à son œuvre personnelle. 
Édouard Boubat, Jean-Philippe Charbonnier et d'autres encore, rejoindront l'équipe en 1977 après le rachat de l'agence Top par l'agence Rapho.
Par la suite, Roland et Sabrina Michaud, Georg Gerster, Hans Silvester, Olivier Föllmi, François Le Diascorn, Jean-Marc Zaorski, Hervé Gloaguen, Marc Paygnard, Philippe Pache, Jean-Christian Bourcart, Gérard Uféras, Valérie Winclker, Françoise Huguier, Jean-Claude Coutausse, Jean Noël de Soye, Michel Baret, Lily Franey ou encore Véronique Durruty rejoindront l'équipe Rapho et poursuivront l'œuvre de leurs aînés, toujours dans cette veine humaniste.
Le 10 juillet 1987, lors des 18e Rencontres internationales de la photographie à Arles un hommage est rendu à l'agence Rapho, en présence notamment de Robert Doisneau, Willy Ronis, Sabine Weiss, Édouard Boubat, Janine Niépce lors de la projection au théâtre antique du documentaire de Frédéric Mitterrand et Patrick Jeudy, Rapho, histoire d'une famille.
Quelque temps après la mort de Raymond Grosset (le 6 avril 2000), Rapho est rachetée le 30 décembre 2000 par le groupe Hachette Filipacchi Médias (HFM), qui crée une nouvelle structure, Hachette Filipacchi Photo, regroupant Rapho et les différentes agences rachetées par le groupe, dont l'Agence Gamma, dont la direction est confiée à Bertrand Eveno, ancien P-DG de Havas Éducation et Référence (qui regroupe, notamment les maisons d'édition Larousse, Nathan, Bordas, Le Robert) et ancien président de l'Agence France-Presse (AFP). 
En 2006, Hachette Filipacchi Photo, qui était le seul pôle européen d'images face aux groupes américains Getty Images (Image Bank, Tony Stone, Pix et Photodisc) et Corbis (Sygma, Saba, Outline, Kipa, Tempsport et Stockmarket), est vendue à Eyedea, holding détenue par le fonds d'investissement Green Recovery.
En 2009, l'Agence Rapho est menacée de disparition à la suite du dépôt de bilan de Eyedea. Le 6 avril 2010, le tribunal de commerce de Paris attribue à François Lochon, ancien photographe et ancien propriétaire de l'agence Gamma, la reprise du groupe Eyedea (Gamma-Rapho-Keystone, etc.) en redressement judiciaire depuis juillet 2009. Celui-ci crée une nouvelle société, dénommée « Gamma-Rapho » afin de relancer l'activité des anciennes agences du groupe Eyedea, dont la liquidation judiciaire est prononcée.